# موسی جلیل
موسی جلیل (روسی: Муса Джалиль, Муса Мустафович Залялов, Musa Dzhalil, Musa Mustafovich Zalyalov, also anglicized as Mussa Jalil؛ زاده ۱۵ فوریهٔ ۱۹۰۶ درگذشته ۲۵ اوت ۱۹۴۴) یک نویسنده و شاعر اهل تاتارستان بود. جلیل که یک مبارز و یکی از اعضای جنبش مقاومتی در برابر نازی ها نیز بود توسط ارتش آلمان پس از دستگیری کشته شد. وی پس از مرگش جوایزی برای دلاوری از دولت شوروی دریافت کرد.